# Chrysichthys teugelsi
Chrysichthys teugelsi es una especie de pez de la familia Claroteidae en el orden de los Siluriformes.

## Morfología
• Los machos pueden llegar alcanzar los 15 cm de longitud total.

## Distribución geográfica
Se encuentran en África: Costa de Marfil y Liberia.